# Trimetilamina
La trimetilamina es un compuesto orgánico que tiene como fórmula N(CH
3)
3; por lo tanto su estructura química se encuentra formada por un átomo de nitrógeno, tres de carbono y nueve de hidrógeno. Se trata de una amina terciaria, inflamable e higroscópica. En bajas concentraciones presenta un fuerte olor a pescado manido (que ya no es fresco), mientras que a altas concentraciones tiene un olor similar al del amoníaco.
A temperatura ambiente (25 °C) se presenta como un gas, y se comercializa usualmente en cilindros presurizados o en disolución acuosa al 40 %, ya que al igual que el amoníaco es muy soluble en ese líquido.
La trimetilamina es un producto de la descomposición de animales y plantas. Es la principal sustancia responsable del olor desagradable asociado al pescado descompuesto, a algunas infecciones (como las infecciones vaginales tipo tricomoniasis o Gardnerella), y al mal aliento. Además se encuentra asociada a la toma de grandes dosis de colina y carnitina.
La trimetilamina es una base nitrogenada y puede ser protonada con facilidad para formar el catión trimetilamonio. El cloruro de trimetilamonio es un sólido incoloro e higroscópico obtenido de la reacción con el  ácido clorhídrico. La trimetilamina es un buen nucleófilo, y ese tipo de reacción es la base de la mayoría de sus aplicaciones.
La trimetilamina se utiliza para la síntesis de colina, hidróxido de tetrametilamonio, reguladores del crecimiento de plantas, resinas de intercambio fuertemente básicas, y como agentes aparejadores para el teñido.2
El análisis de TMA (trimetilamina) es utilizado para determinar el deterioro organoléptico de los pescados. Igualmente los sensores de gases utilizados para comprobar la frescura del pescado, se basan en la detección de trimetilamina.

## Producción
La trimetilamina se prepara por la reacción entre amoníaco y metanol empleando un catalizador:
3 CH
3OH + NH
3 → (CH
3)
3N  +  3 H
2O
Esta reacción trae aparejada la producción de otras metilaminas, (CH
3)
2NH y CH
3NH
2.
También puede ser preparada por medio de la reacción entre cloruro de amonio y paraformaldehído,  de acuerdo a la siguiente ecuación:
9 (CH
2=O)
n + 2n NH
4Cl → 2n (CH
3)
3N•HCl + 3n H
2O + 3n CO
2↑

## Trimetilaminuria
La trimetilaminuria es un desorden genético que se caracteriza porque el organismo afectado es incapaz de metabolizar la trimetilamina adquirida con los alimentos. Los pacientes desarrollan un característico "olor a pescado" en su sudor, orina y aliento luego de haber consumido alimentos ricos en colina. La trimetilaminuria es un desorden autosómico recesivo que involucra una deficiencia de la trimetilamina oxidasa. Se ha observado una condición similar a la trimetilaminuria en ciertas líneas de gallinas de la raza Roja de Rhode Island que produce huevos con olor a pescado, en especial luego de consumir alimentos que contienen una alta proporción de semillas de colza.